# 青海湟川中学
青海湟川中学，位于中国青海省西宁市，为西宁市重点中学。

## 学校概况
青海湟川中学包括30个高中教学班，此外还有青海湟川中学第一分校、青海湟川中学第二分校以及一个在建校区。其中，湟川中学及湟川中学一分校关系较为密切。两校老师互有往来。2002年，青海湟川中学一分校（现湟川中学总校）建立。后于2005年改名为青海湟川中学。原总校（现西寧二中）改名为青海湟川中学一分校（於後改為西寧市第二中學，解除與湟川中學關係）。青海湟川中学作为一所优秀的高级中学，在历年高考中均成绩斐然（重點率99%）。是青海省内众多学子向往之地。

## 历史概述
青海湟川中学始建于1938年，资金来自于英国退还的部分庚子赔款。建国后，学校曾更名为“西宁市实验中学”和“西宁市第二中学”，于1984年复名“青海湟川中学”。

## 历任校长
马康伯，1997年,马康伯同志获得"青海省优秀教师"的光荣称号.1998年,获得国家教育部、人事部联合授予的"全国模范教师"的光荣称号,2000年又获得了西宁市"十佳校长"、"特级教师"的荣誉称号。
张建国，1959年10月出生，中学高级教师。1977年8月参加工作，在西宁市昆仑中学任教。1992年至1995年任西宁市教育局办公室主任，1995年起先后任西宁五中、西宁虎台中学党委书记。2000年任西宁虎台中学校长。2008年9月任青海湟川中学校长兼党委书记。1996年被青海省教育厅评为“青海省优秀德育工作者”，2003年被青海省人民政府评为“首届青海省中小学十佳校长”， 2009年被评为“全国教育系统先进个人”。
張建國，1959年10月出生，籍貫山西，大學本科學歷，中學高級教師。 1977年8月參加工作，曾在西寧市崑崙中學任教。 1992年至1995年任西寧市教育局辦公室主任，1995年起先後任西寧五中、西寧虎台中學黨委書記。 2000年任西寧虎台中學校長。 2008年9月任青海湟川中學校長兼黨委書記。 1996年被青海省教育廳評為“青海省優秀德育工作者”，2003年被青海省人民政府評為“首屆青海省中小學十佳校長”， 2009年被評為“全國教育系統先進工作者”。編寫了《陶藝教材》《高中語文校園讀本》《執信教學本真》等書，在《二十一世紀論壇》《青海教育》《西寧教研》等省內外刊物上發表《素質教育與教師素質》《物理教學中的STS教育功能》等多篇教育教學和教育管理論文。
鄭頌，2019，原西寧市第二中學校長。因不明原因繼任以及對學校政策進行衡水式巨大變動，一度引起學生老師反感和不滿。（其中對於衡水中學模式的照搬為大多人所詬病，校內存在部分老師對此感到些許不滿且多次向學校高層反饋，但學校專斷化管理讓眾多教師有苦難言。甚至因此多次打亂原有教學計畫。）*可能存在當地學生的個人情緒因素，請酌情參考*因其上任後造成的學校學生情緒不穩定一直持續至今。

## 参看
- 西宁市